# Луций Целий Фест
Луций Целий Фест (на латински: Lucius Coelius Festus) e политик и сенатор на Римската империя през 2 век.
Около 146/147 г. той е проконсул на римската провинция Витиния и Понт след Квинт Воконий Сакса Фид. През 148 г. той е суфектконсул заедно с Публий Орфидий Сенецион.